# Good Goodbye
«Good Goodbye» — песня американской рок-группы Linkin Park при участии рэп-исполнителей Pusha T и Stormzy, ставшая промосинглом с седьмого студийного альбома группы One More Light.

## Информация о песне
По словам Майка Шиноды, песня была записана одной из первых для альбома. Трек был сочинён за один день, когда Шинода работал один на один с продюсером Джесси Шеткином. По заявлению Шиноды, песня — «не супер глупая, но и не очень серьёзная»; она же указывает на смену пути в звучании группы. Изначально в песне было два куплета, и Майк хотел добавить элементы электронной музыки в бридж, но итоговое звучание ему не понравилось, также, как и вариант с третьим рэп-куплетом в его исполнении, тогда они решили пригласить для записи других рэп-исполнителей. В результате ими стали американский рэпер Pusha T, ранее принимавший участие в записи ремикса песни Linkin Park «I’ll Be Gone» от DJ Vice, и британский хип-хоп исполнитель Stormzy. Майк Шинода и Честер Беннингтон заявили, что уже долгое время рассматривали Stormzy для совместной записи трека.
Видеоклип к песне вышел 5 мая 2017 года, в нём снялся легендарный баскетболист Карим Абдул-Джаббар.

## Список композиций
| №  | Название                                       | Автор(ы)                                                                                     | Продюсеры                                   | Длительность |
| -- | ---------------------------------------------- | -------------------------------------------------------------------------------------------- | ------------------------------------------- | ------------ |
| 1. | «Good Goodbye» (featuring Pusha T and Stormzy) | Bennington Bourdon Delson Farrell Hahn Shinoda Jesse Shatkin Terrence Thornton Michael Omari | Shinoda Delson Jesse Shatkin Andrew Bolooki | 3:31         |

| №  | Название                                       | Автор(ы)                                                                                     | Продюсеры                                   | Длительность |
| -- | ---------------------------------------------- | -------------------------------------------------------------------------------------------- | ------------------------------------------- | ------------ |
| 1. | «Good Goodbye» (featuring Pusha T and Stormzy) | Bennington Bourdon Delson Farrell Hahn Shinoda Jesse Shatkin Terrence Thornton Michael Omari | Shinoda Delson Jesse Shatkin Andrew Bolooki | 3:31         |

## Позиции в чартах
| Чарт (2017)                                  | Наивысшая позиция |
| -------------------------------------------- | ----------------- |
| Германия (GfK)                               | 89                |
| США (Billboard Hot Rock & Alternative Songs) | 15                |